# 模数
模数，是选定的标准尺度计量单位。单位被應用於建筑设计，建筑施工，建筑材料与制品，建筑设备等項目，使构配件安全吻合，并有互换性。